# 川姜镇
川姜镇，是中华人民共和国江苏省南通市通州区下辖的一个乡镇级行政单位。

## 行政区划
川姜镇下辖以下地区：
川港社区、姜灶社区、志浩村、志南村、川北村、川南村、保障村、斜桥村、启江村、双桥村、三合口村、磨框镇村、义成村、姜川村、望海台村和三圩埭村。